# Froukje de Jonge
F.T. (Froukje) de Jonge (Eindhoven, 3 september 1965) is een Nederlands juriste, politica en bestuurster. Ze is lid van het CDA. Sinds 27 mei 2025 is ze burgemeester van Oss.

## Maatschappelijk leven

### Opleiding en loopbaan
Na de lagere school in Veldhoven ging De Jonge naar het gymnasium aan het Eindhovens Protestants Lyceum. Daarna studeerde ze rechtsgeleerdheid aan de Radboud Universiteit en werkte naast haar studie van 1989 tot 1993 op het partijbureau van het CDA in Den Haag en later als fractieondersteuner van het CDA in de Tweede Kamer met zorg in haar portefeuille.
Van 1993 tot 2001 werkte De Jonge als beleidsmedewerker bij SIGRA in Amsterdam, een organisatie voor verpleeghuizen en thuiszorg. Van 2001 tot 2014 werkte ze bij het Flevoziekenhuis in Almere. Ze begon er als bedrijfsjurist. Daarna was ze er daarna hoofd bureau management ondersteuning en secretaris van de raad van bestuur. Tot slot was ze er dienstdirecteur concernstaf.

### Privéleven
De Jonge werd geboren in Eindhoven in een gezin met een vader, moeder en twee jongere broers. Haar vader was hoogleraar natuurkunde aan de Technische Universiteit Eindhoven en haar moeder was kleuterjuf op een vrijeschool. Ze trouwde en kreeg vijf kinderen. Ze verhuisde met haar man via Nijmegen, Den Haag en Amersfoort naar Amsterdam.

## Politiek leven

### Wethouder van Almere
In 2012 was De Jonge lid van de commissie Rombouts die de verkiezingsnederlaag van het CDA moest evalueren na de Tweede Kamerverkiezingen van 2012.
Bij de gemeenteraadsverkiezingen van 2014 was De Jonge lijsttrekker van het CDA in Almere. Ze was er in 2014 korte tijd gemeenteraadslid en fractievoorzitter. Omdat het CDA in een coalitie terechtkwam samen met D66, PvdA, VVD en Leefbaar Almere werd zij er namens het CDA wethouder werd van participatie, werk & inkomen (transities Participatiewet), integratie & diversiteit, armoedebeleid, schulddienstverlening, arbeidsmarktbeleid (jeugd- en seniorenwerkloosheid en beschutte werkvormen), vrouwenopvang, coördinatie huiselijk geweld, publiekszaken en HRM.
Bij de gemeenteraadsverkiezingen van 2018 werd De Jonge er opnieuw lijsttrekker van het CDA. Het CDA kwam niet meer in de coalitie terecht en ze werd voor korte tijd gemeenteraadslid en fractievoorzitter. Ze stond op nummer 31 van de kandidatenlijst van het CDA voor de Tweede Kamerverkiezingen van 2021. Op 14 februari 2020 werd ze er opnieuw wethouder, ditmaal van werk & inkomen, integratie en wonen met zorg.
Bij de gemeenteraadsverkiezingen van 2022 was De Jonge er wederom lijsttrekker en werd ze gemeenteraadslid en fractievoorzitter. Op 23 juni 2022 dienden de wethouders hun ontslag in vanwege de gang van zaken rond Floriade 2022. Op 14 juli 2022 werd ze er wederom wethouder, deze maal van werk & inkomen, armoede & schulden, WMO & woon-zorgvoorzieningen (incl. Veilig thuis), asiel & inburgering, positieve gezondheid en wijk- en buurtgericht werken (coördinatie nieuwe manier van (net)werken), later werd dat volksgezondheid, jeugdhulp, onderwijs, wonen & zorg en welzijn. Op 15 mei 2025 nam zij afscheid van Almere.

### Burgemeester
Van 1 september 2018 tot 14 februari 2020 was De Jonge waarnemend burgemeester van Stadskanaal. Op 27 mei 2025 werd ze burgemeester van Oss. Ze kreeg er openbare orde & veiligheid, organisatie & dienstverlening, regionale samenwerking & internationalisering, stadspromotie, communicatie, Global Goals en ICT in haar portefeuille.